# Aske herrgård
Aske eller Villa Aske är en herrgård i Håtuna socken, Upplands-Bro kommun, Stockholms län.
Huvudbyggnaden är en italiensk villa av sten i nyantik stil som är uppförd 1802-1809 efter ritningar av Charles Bassi. Aske är numera en konferensanläggning med restaurang. Den drivs sedan 2008 av Lennart Holm

## Historia

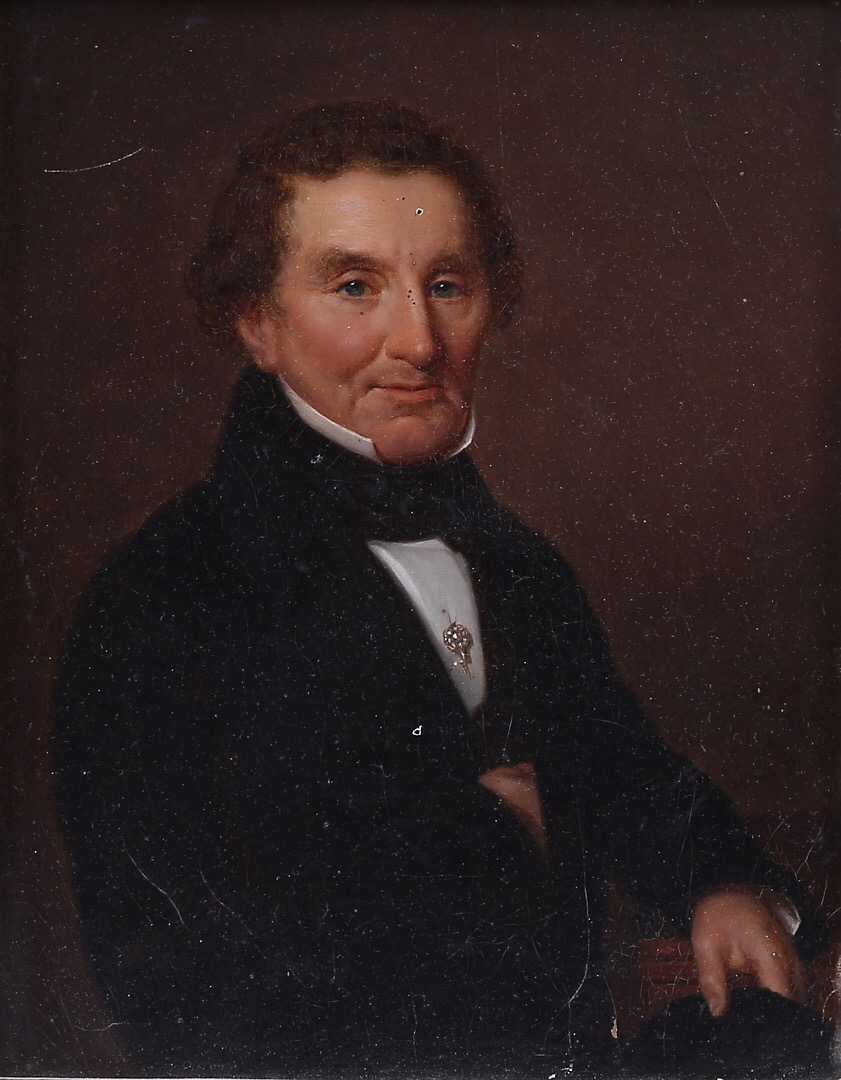
Isak Gustaf Sehman som uppförde den nuvarande herrgården.

Herrgården Aske är omnämnd redan på 1200-talet, när Bengt Matsson till Ask gav jord till Skokloster genom brev, daterat Ask 1274, och en annan, Rörik Matsson till Ask, troligen den förres broder, testamenterade gods i Skällnora till Uppsala domkyrka 1276.
Aske blev kronogods och förlänades vid mitten av 1600-talet till Jakob De la Gardie. Efter reduktionen ägdes godset bland annat av släkterna Olivekrans, Wallrawe, Drufva. Brukspatron Isak Gustaf Sehman lät köpa gården 1799 och lät under åren 1802-1809 uppföra den nuvarande byggnaden efter ritningar av Carlo Bassi. Aske såldes 1872 till greve Carl-Gustaf Lewenhaupt. Familjen Lewenhaupt sålde 1948 gården till Fosfatbolaget. Den har därefter ägts av Stockholms stad, Byggnadsstyrelsen, Vasakronan och Arbetsmarknadsstyrelsen.